# Melanie Kantor
Melanie Kantor (* 19. September 1990) ist eine ehemalige deutsche Fußballspielerin, die zuletzt in der Saison 2013/14 beim Regionalligisten Eintracht Frankfurt unter Vertrag stand.

## Karriere
Kantor stand ab der Saison 2007/08 im Kader der zweiten Frankfurter Mannschaft, die in der 2. Bundesliga antritt. Dort absolvierte sie bis zum Ende der Saison 2012/13 78 Spiele und erzielte sechs Treffer. Zusätzlich stand sie in der Saison 2008/09 auch im Kader der Bundesligamannschaft des FFC und kam zu vier Kurzeinsätzen als Einwechselspielerin. Am 27. September 2009 zog sie sich am zweiten Spieltag der Saison 2009/10 bei einem Zweikampf im Spiel gegen Bayer 04 Leverkusen einen Kreuzbandriss zu und fiel in der Folge für den Rest der Saison aus. Ihr Comeback gab sie am 22. August 2010, dem zweiten Spieltag der Folgesaison, bei einem Heimsieg gegen den SC Sand. Zur Saison 2013/14 wechselte sie zum Regionalligisten Eintracht Frankfurt und beendete dort nach einer Spielzeit ihre Karriere.